# Wolcott Gibbs
Ne doit pas être confondu avec Oliver Wolcott Gibbs.
Pour les articles homonymes, voir Gibbs.
Wolcott Gibbs, né le 15 mars 1902 à New York et mort à Ocean Beach (New York) le 16 août 1958, est un éditeur américain, critique de théâtre, dramaturge et auteur de nouvelles, qui a travaillé pour le magazine The New Yorker de 1927 jusqu'à sa mort.

## Biographie
Gibbs est né à New York le 15 mars 1902. Il est le fils de Lucius Tuckerman Gibbs (1869–1909) et d'Angelica Singleton (née Duer) Gibbs, qui se sont mariés en 1901. Son père est Ingénieur en mécanique et en électricité. Sa sœur Angelica naît en 1908 et son père meurt d' une pneumonie lobaire en 1909.
Il est un descendant du minéralogiste George Gibbs et le petit-neveu du chimiste Oliver Wolcott Gibbs. Par son grand-père maternel, il est aussi un descendant de William Duer, membre du Congrès continental et signataire des Articles de la Confédération, et par sa grand-mère maternelle, il est un descendant direct du président américain Martin Van Buren,. Il est un descendant direct de même d'Oliver Wolcott, le signataire de la Déclaration d'Indépendance et le Secrétaire au Trésor de George Washington et de John Adams. Il est également issu de la famille Livingston et de la famille Schuyler.
Après la mort de son père et l'alcoolisme de sa mère, Gibbs et sa sœur sont envoyés vivre chez un oncle, George Gibbs V. Il fréquente diverses écoles, dont Horace Mann School (en), Riverdale Country Day School (en), The Hill School (en) à Pottstown (Pennsylvanie) et l' Roxbury School (en), mais, rebelle, il en est expulsé tour à tour.
Après avoir échoué à ses examens scolaires, Gibbs commence une série d'emplois sans issue, notamment en tant que chronométreur, chauffeur, dessinateur et passe quatre années dans l'équipe de fret du Long Island Railroad, auquel son oncle est affilié. Réalisant qu'il est malheureux et insatisfait, son cousin, Alice Duer Miller, lui propose un poste de rédacteur en chef chez leur cousin par alliance, Lloyd Carpenter Griscom (en). Griscom le nomme rédacteur en chef adjoint de l' East Norwich Enterprise et, finalement, le journaliste et rédacteur en chef du North Hempstead Record, deux journaux de Long Island. Gibbs réussit et est recruté en 1927 par The New Yorker comme correcteur. Dix ans plus tard, lorsque E. B. White quitte temporairement le magazine, Gibbs reprend la section Talk of the Town.
Bien que n'étant pas un membre régulier de la Table ronde algonquine, Gibbs est étroitement associé à plusieurs de ses grands noms, héritant du poste de critique de théâtre au New Yorker de Robert Benchley en 1938.
Pendant de nombreuses années, Gibbs est également rédacteur en chef et éditeur de The Fire Islander, un hebdomadaire de Fire Island, où il a une maison de vacances,.